# Annone (figlio di Bomilcare)
Annone (III secolo a.C. – II secolo a.C.) è stato un condottiero cartaginese che prese parte alla seconda guerra punica.
Era figlio di Bomilcare, che era stato un Suffeta di Cartagine.

## Biografia
Annone condusse le forze mobili cartaginesi attraversando il fiume Rodano e attaccando i Galli alle spalle mentre Annibale combatteva di fronte allo schieramento nemico, nella parte opposta della riva, nel 218 a.C. Mentre si stava preparando ad attraversare il fiume con barche o zattere, Annibale mandò Annone su un monte con un piccolo esercito, formato da fanteria leggera e cavalleria; Annone trovò un guado adatto all'attraversamento, passò dalla parte opposta del fiume e prese posizione dietro i Galli. Segnalò la sua posizione ad Annibale usando il fumo. L'illustre generale cartaginese fece avanzare le barche, attaccando i Galli che erano costretti a mantenere le proprie posizioni, in un luogo non adatto all'attraversamento. Annone lanciò il suo attacco alle spalle dei nemici e non appena Annibale raggiunse la riva opposta, l'esercito gallico rimase sorprendendo ed accerchiato completamente.
Nella battaglia di Canne Annone fu a capo della cavalleria Numida nella parte nord dell'esercito cartaginese. Asdrubale invece condusse la cavalleria spagnola e celtica nella parte sud dello schieramento, vicino al fiume Aufidus (Ofanto); quest'ultimo aveva circa 6.500 cavalieri, mentre Annone 3.500 unità numide. Asdrubale e Annone furono in grado di sconfiggere agevolmente la cavalleria romana; mentre Asdrubale con la cavalleria pesante attaccava alle spalle le legioni romane completando la manovra d'accerchiamento di Annibale, Annone si gettò con la cavalleria numida all'inseguimento dei resti della cavalleria romana.

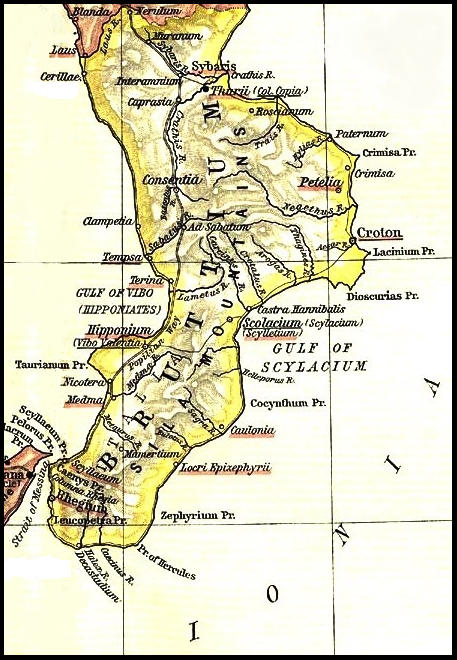
L'antico Bruttium, dove Annone trascorse diversi anni e si scontrò con le popolazioni di questa regione della ex-Magna Grecia

Annibale, giunto a Capua dopo la battaglia di Canne, aveva inviato nel Bruzio il suo luogotenente Annone per occupare quel territorio strategico; i Bruzi si sollevarono a favore dei cartaginesi ma le città greche della Magna Grecia, tradizionali rivali di Cartagine, fecero opposizione; in particolare le fazioni aristocratiche rimasero legate all'alleanza con Roma. Annone nel 215 a.C. riuscì a conquistare Locri e Crotone dove furono concentrati i Bruzi, mentre Locri divenne il porto dove avrebbero dovuto affluire i rinforzi che Annibale si attendeva dalla madrepatria. E così tutta la Calabria passò dalla parte di Cartagine, ad eccezione di Rhegium (Reggio Calabria).
E quando Annibale ricevette una delegazione di Irpini e Sanniti che si lamentavano della mancata protezione contro le incursioni del proconsole romano, Marco Claudio Marcello, il condottiero cartaginese promise che a breve sarebbe intervenuto. Lasciata infatti una piccola guarnigione sul Monte Tifata, con il resto dell'esercito marciò in direzione Nola, dove pose gli accampamenti e lo raggiunse Annone con dei rinforzi e gli elefanti. Annibale, dopo la seconda sconfitta rimediata contro Marcello, rimandò Annone nel Bruzio, insieme all'armata con cui era venuto, e si diresse verso gli accampamenti invernali in Apulia, ponendo il campo attorno ad Arpi. Annone, intanto, tornato nel Bruttium riuscì a occupare Crotone e, dopo la sconfitta di Locri, .
Durante l'estate del 214 a.C. cercò di unirsi ad Annibale in Campania, ma nei pressi del fiume Calore Irpino, non molto distante da Benevento, il suo esercito venne intercettato dal proconsole Tiberio Sempronio Gracco e dalle sue legioni, formate per la maggior parte da schiavi e prigionieri. Nella battaglia che seguì, l'esercito di Annone, formato da 17.000 fanti (per lo più Bruzi e Lucani) e 1.200 cavalieri, venne distrutto. Annone riuscì a fuggire con soli 2.000 soldati, principalmente cavalieri, verso la Calabria.
Mentre Annibale si trovava ancora nei pressi di Taranto, entrambi i consoli, Q.Fulvio Flacco e Appio Claudio Pulcro, erano nel Sannio, con evidente intenzione di assediare Capua. I Campani, intanto, cominciavano a sentire la fame, come conseguenza di un lungo assedio, in quanto l'esercito romano aveva impedito loro di seminare.
Inviarono allora dei messi ad Annibale per chiedergli di inviare a Capua il frumento necessario dai luoghi più vicini, prima che giungessero i consoli con i loro eserciti ad occupare i campi e le strade circostanti. Il condottiero cartaginesi ordinò ad Annone di recarsi dal Bruzio in Campania con l'esercito, fornendo ai Campani abbondanti scorte di grano. Annone, nel tentativo di evitare le armate consolari, pose gli accampamenti a 3.000 passi (4,5 km) da Beneventum, ed ordinò che il grano, raccolto durante l'estate presso le popolazioni alleate, fosse portato nel suo accampamento sotto la scorta dei suoi soldati. Informò quindi i Campani di tenersi pronti a ritirare il frumento raccolto, dopo aver radunato da tutti i campi circostanti ogni genere di veicoli e bestie da soma.